# Индрабхути
Индрабхути или Индрабодхи е име, което може да се отнесе към неколцина крале на Удияна или Захор и са били ключови фигури за ранната приемственост на ученията на Ваджраяна:
- Индрабхути Велики или Стари. Вероятно съвременник на историческия Буда Шакямуни, споменат като ученик с изключителен потенциал, който постига освобождение едновременно с разбирането на инструкциите и след това вплита съвършено практиката във всички аспекти на ежедневния си живот.
- Индрабхути Втори
- Индрабхути Млади известен още като Лавапа, Камбалапада или Шакрапутра. Той е син на Индрабхути Велики
- Индрабхути, крал на Удияна, който става приемен баща на Падмасамбхава.

Крал Дза или Джа от Захор бил първото човешко същество – приемник на ученията на Махайога и важна фигура в приемственостите на Ануйога и различни автори по различен начин го идентифицират като един измежду тримата Индрабхути.